# Julien Cain
Julien Cain, född 10 maj 1887, död 9 oktober 1974, var riksbibliotekarie vid Franska nationalbiblioteket i Paris före och efter den nationalsocialistiska tyska ockupationen av Frankrike 1939-1945.
I augusti 1937 var Cain en av värdarna för den första World Congress of Universal Documentation, som hölls i Paris, vilken skulle formera ett skapande av en World Brain, en idé som initierats av by H. G. Wells, och av en del ansedd som en föregångare till Wikipedia.
Under sommaren 1939, innan ockupationen inleddes, insåg han tillräckligt klart den hotande faran för biblioteket och beordrade en evakuering av de mest värdefulla verken vid biblioteket. Ganska snart efter ockupationen, avskedades Cain från sin tjänst av Vichyregimen. Motivet var att han var  jude och han ersattes av kollaboratören Bernard Faÿ. Han fick, som många andra judar, sina privata bibliotek, arkiv och samlingar beslagtagna av Alfred Rosenbergs organisation (Einsatzstab Reichsleiter Rosenberg), för att bygga upp ett nationalsocialistiskt bibliotek. I februari 1941 arresterades han och spärrades in på Le Matin. Han hölls kvar i fängsligt förvar i Frankrike till januari 1944, då han sändes  till  koncentrationslägret Buchenwald. Han befriades av den amerikanska styrkan i april 1945, när lägret befriades. Han återfick sin tjänst som nationalbibliotekarie vid Bibliothèque nationale, en tjänst han upprätthöll till 1964.